# 阿努瓦卡托羅冰川
77°17′25″S 161°42′0″E / 77.29028°S 161.70000°E
阿努瓦卡托羅冰川是南極洲的冰川，位於維多利亞地的斯科特海岸，處於聖約翰斯山脈，流經圖克里峰和斯佩恩峰之間，長1.3公里，在2005年由新西蘭探險隊命名。